# Эрг-Шеш

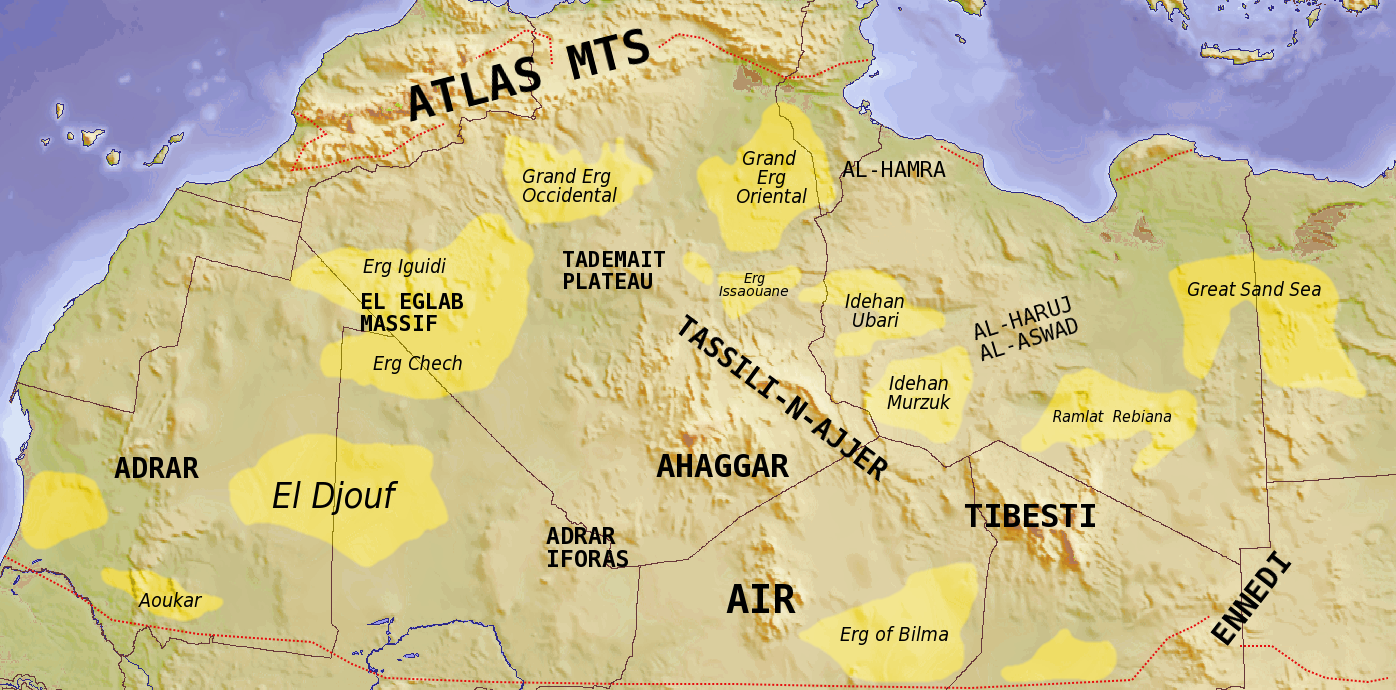
Эрг-Шеш на карте Алжирской Сахары

Эрг-Шеш, или Шеш (араб. عرق شاش‎) — песчаная пустыня на западе Сахары, в юго-западной части Алжира и северной части Мали.
Пустыня расположена во впадине между плато Эль-Эглаб на западе и Танезруфт на востоке и представляет собой равнину. Для северной части характерны протяжённые дюны высотой 300 м, которые к югу снижаются до 50 м. Пустыня образована при развеивании песчаных отложений дельты вади Саура.
Количество выпадающих в пустыне осадков не превышает 10 мм в год. Средняя температура июля выше 35 °С (так что Эрг-Шеш — одно из наиболее жарких мест Сахары). Источников и колодцев на территории пустыни практически нет.
7 апреля 1942 года во время экспедиции в Эрг-Шеш от отравления скончался геолог Андрей Феофилович Мейендорф, сын барона Ф. Ф. Мейендорфа.
В 2020 году в пустыне нашли андезитовый метеорит Erg Chech 002 возрастом 4,566 млрд лет. Считается, что это фрагмент хондритовой протопланеты.